# Bundesvision Song Contest 2013
Der 9. Bundesvision Song Contest fand nach dem Sieg von Xavas im Vorjahr am 26. September 2013 zum ersten Mal in Baden-Württemberg statt. Die Produktionsgesellschaft war Brainpool. Austragungsort der Veranstaltung war die SAP-Arena in Mannheim.
Als Gewinner ging der niedersächsische Musiker Bosse hervor, der sich mit seinem Titel So oder so gegen die Konkurrenz durchsetzen konnte. 153 Punkte reichten ihm zum Sieg, wobei er zweimal die Höchstpunktzahl von zwölf Punkten erzielte. Bosse stieg mit seinem Titel bereits im August auf Platz 83 der Singlecharts ein und kletterte in Folge des Siegs beim Contest bis auf Platz 25.
Zweitplatzierter wurde der Hamburger Johannes Oerding mit seinem Titel Nichts geht mehr vor MC Fitti mit Fitti mitm Bart auf dem dritten Platz.
Rückkehrer waren Bosse, der bereits 2011 zusammen mit Anna Loos und dem Titel Frankfurt/Oder teilnahm, sowie Pohlmann der bereits 2007 mit dem Titel Mädchen und Rabauken teilnahm.
Als Eröffnungsact traten die Vorjahressieger Xavas mit ihrem Gewinnerlied Schau nicht mehr zurück auf. Als Pausenact fungierte Xavier Naidoo mit dem Lied Der letzte Blick.

## Teilnehmer
| Platz | Startnr. | Repräsentiertes Land   | Interpret                          | Herkunft der Teilnehmer         | Lied Komponisten                                                                   | Punkte |
| ----- | -------- | ---------------------- | ---------------------------------- | ------------------------------- | ---------------------------------------------------------------------------------- | ------ |
| 1.    | 15       | Niedersachsen          | Bosse                              | Niedersachsen                   | So oder so Axel Bosse                                                              | 153    |
| 2.    | 05       | Hamburg                | Johannes Oerding                   | Nordrhein-Westfalen             | Nichts geht mehr Johannes Oerding                                                  | 145    |
| 3.    | 16       | Berlin                 | MC Fitti                           | Niedersachsen                   | Fitti mitm Bart Max Benrath, MC Fitti, Udo Zwackel                                 | 105    |
| 4.    | 12       | Brandenburg            | KEULE                              | Berlin                          | Ja genau! Claus Capek, Kraans de Lutin, Sera Finale, FNSHRS., Roland Roy Knauf     | 094    |
| 5.    | 09       | Saarland               | DCVDNS                             | Saarland                        | Eigentlich wollte Nate Dogg die Hook singen DCVDNS                                 | 091    |
| 6.    | 07       | Schleswig-Holstein     | Luna Simão                         | Schleswig-Holstein              | Es geht bis zu den Wolken Henrik Roger, Dennis Scheider, Luna Simão                | 068    |
| 7.    | 11       | Bremen                 | De fofftig Penns                   | Bremen                          | Löppt Malte Battefeld, Simon Heeger, Jakob Köhler, Torben Otto                     | 061    |
| 8.    | 13       | Baden-Württemberg      | Max Herre feat. Sophie Hunger      | Baden-Württemberg und Schweiz   | Fremde Max Herre, Sophie Hunger, Samon Kawamura                                    | 051    |
| 9.    | 14       | Sachsen                | The toten Crackhuren im Kofferraum | Berlin, Brandenburg und Sachsen | Ich brauch keine Wohnung Archi Alert, Thomas Echelmeyer, Luise Fuckface, Nura Omer | 035    |
| 10.   | 01       | Rheinland-Pfalz        | Mega! Mega!                        | Saarland                        | Strobo Philipp Hoppen                                                              | 031    |
| 11.   | 02       | Hessen                 | Sing um dein Leben                 | diverse                         | Unter meiner Haut Rino Galiano, Lorenz Schimpf                                     | 029    |
| 12.   | 08       | Nordrhein-Westfalen    | Pohlmann                           | Nordrhein-Westfalen             | Atmen Lars Cölln, Stephan Gade, Reiner Hubert, Ingo Pohlmann                       | 020    |
| 13.   | 04       | Thüringen              | Hannes Kinder & Band               | Thüringen                       | Déjà-vu Hannes Kinder, Fabian Misch                                                | 013    |
| 14.   | 06       | Bayern                 | Charly Bravo                       | Bayern                          | Dreckige Namen Josip Gelo                                                          | 012    |
| 15.   | 10       | Sachsen-Anhalt         | Adolar                             | Sachsen-Anhalt                  | Halleluja Tom Mischok, Michael Cyris, Jan Krieshammer, Frank Mertens               | 012    |
| 16.   | 03       | Mecklenburg-Vorpommern | Guaia Guaia                        | Mecklenburg-Vorpommern          | Terrorist Elias Gottstein, Luis Zielke                                             | 08     |

Farblegende:
  - Herkunftsland des Künstlers entspricht nicht (oder nur zum Teil) dem Land, welches er repräsentiert.

## Punktetabelle

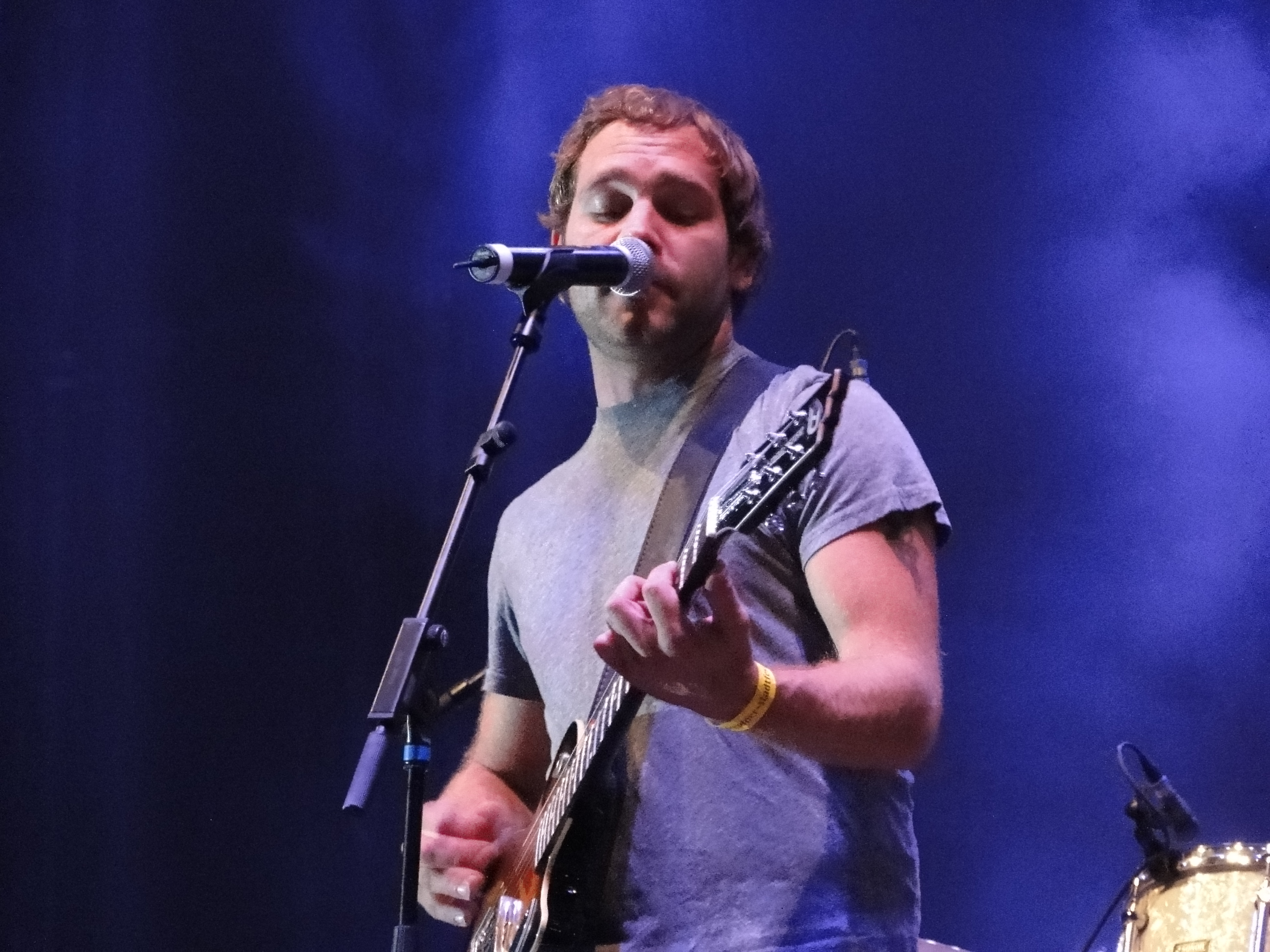
Gewinner des Bundesvision Song Contests 2013

| Baden-Württemberg      | 51  | 12 | 3  | 1  | 4  | 1  | 2  | 4  | 2  | 3  | 3  | 4  | 4  | 3  | 2  | 2  | 1  |
| Bayern                 | 12  |    | 12 |    |    |    |    |    |    |    |    |    |    |    |    |    |    |
| Berlin                 | 105 | 6  | 6  | 12 | 8  | 6  | 5  | 7  | 6  | 7  | 7  | 6  | 6  | 6  | 6  | 6  | 5  |
| Brandenburg            | 94  | 4  | 5  | 8  | 12 | 5  | 6  | 5  | 5  | 6  | 5  | 3  | 5  | 7  | 7  | 4  | 7  |
| Bremen                 | 61  | 2  | 2  | 6  | 3  | 12 | 8  | 2  | 4  | 8  | 2  | 1  | 1  | 2  | 1  | 7  |    |
| Hamburg                | 145 | 8  | 10 | 7  | 7  | 8  | 12 | 10 | 10 | 10 | 12 | 8  | 7  | 8  | 8  | 10 | 10 |
| Hessen                 | 29  | 3  |    |    | 1  | 2  |    | 12 |    | 2  | 1  | 5  | 2  |    |    | 1  |    |
| Mecklenburg-Vorpommern | 8   |    |    |    |    |    |    |    | 8  |    |    |    |    |    |    |    |    |
| Niedersachsen          | 153 | 10 | 7  | 10 | 10 | 10 | 10 | 8  | 12 | 12 | 10 | 10 | 8  | 10 | 10 | 8  | 8  |
| Nordrhein-Westfalen    | 20  |    |    |    |    |    | 3  |    |    |    | 8  |    |    |    |    | 3  | 6  |
| Rheinland-Pfalz        | 31  |    |    | 2  |    | 7  |    |    |    |    |    | 12 | 10 |    |    |    |    |
| Saarland               | 91  | 7  | 8  | 4  | 5  | 3  | 4  | 6  | 7  | 4  | 6  | 7  | 12 | 5  | 5  | 5  | 3  |
| Sachsen                | 35  | 1  | 1  | 3  | 6  |    | 1  | 1  | 1  | 1  |    |    |    | 12 | 4  |    | 4  |
| Sachsen-Anhalt         | 12  |    |    |    |    |    |    |    |    |    |    |    |    |    | 12 |    |    |
| Schleswig-Holstein     | 68  | 5  | 4  | 5  | 2  | 4  | 7  | 3  | 3  | 5  | 4  | 2  | 3  | 4  | 3  | 12 | 2  |
| Thüringen              | 13  |    |    |    |    |    |    |    |    |    |    |    |    | 1  |    |    | 12 |

## Chartplatzierungen
| Jahr | Titel Album                                                        | Höchstplatzierung, Gesamtwochen, AuszeichnungChartplatzierungen (Jahr, Titel, Album, Platzierungen, Wochen, Auszeichnungen, Anmerkungen, Künstler / Bundesland) | Höchstplatzierung, Gesamtwochen, AuszeichnungChartplatzierungen (Jahr, Titel, Album, Platzierungen, Wochen, Auszeichnungen, Anmerkungen, Künstler / Bundesland) | Höchstplatzierung, Gesamtwochen, AuszeichnungChartplatzierungen (Jahr, Titel, Album, Platzierungen, Wochen, Auszeichnungen, Anmerkungen, Künstler / Bundesland) | Anmerkungen                                                     | Künstler Bundesland                             |
| Jahr | Titel Album                                                        | DE | AT | CH | Anmerkungen                                                     | Künstler Bundesland                             |
| ---- | ------------------------------------------------------------------ | --- | --- | --- | --------------------------------------------------------------- | ----------------------------------------------- |
| 2013 | So oder so Kraniche                                                | DE25 (7 Wo.)DE | — | — | BuViSoCo 2013: Platz 1 Erstveröffentlichung: 2. August 2013     | Bosse Niedersachsen                             |
| 2013 | Nichts geht mehr Für immer ab jetzt                                | DE43 (5 Wo.)DE | — | — | BuViSoCo 2013: Platz 2 Erstveröffentlichung: 20. September 2013 | Johannes Oerding Hamburg                        |
| 2013 | Fitti mit’m Bart #geilon                                           | DE63 (2 Wo.)DE | — | — | BuViSoCo 2013: Platz 3 Erstveröffentlichung: 13. September 2013 | MC Fitti Berlin                                 |
| 2013 | Ja genau Dick sein ist fett                                        | DE55 (1 Wo.)DE | — | — | BuViSoCo 2013: Platz 4 Erstveröffentlichung: 13. September 2013 | Keule Brandenburg                               |
| 2013 | Eigentlich wollte Nate Dogg die Hook singen Der Wolf im Schafspelz | DE70 (1 Wo.)DE | — | — | BuViSoCo 2013: Platz 5 Erstveröffentlichung: 20. September 2013 | DCVDNS Saarland                                 |
| 2013 | Es geht bis zu den Wolken –                                        | DE89 (1 Wo.)DE | — | — | BuViSoCo 2013: Platz 6 Erstveröffentlichung: 27. September 2013 | Luna Simão Schleswig-Holstein                   |
| 2013 | Löppt Dialektro                                                    | DE83 (1 Wo.)DE | — | — | BuViSoCo 2013: Platz 7 Erstveröffentlichung: 6. September 2013  | De fofftig Penns Bremen                         |
| 2013 | Fremde MTV Unplugged Kahedi Radio Show                             | DE32 (3 Wo.)DE | — | — | BuViSoCo 2013: Platz 8 Erstveröffentlichung: 20. September 2013 | Max Herre feat. Sophie Hunger Baden-Württemberg |

## Besonderheiten
- Mit 17 Jahren, 7 Monaten und 15 Tagen war Luna Simão die jüngste Teilnehmerin seit Beginn des Contests.
- Niedersachsen war erst das zweite Bundesland, dass den Contest zum zweiten Mal gewann.
- Der Siegertitel So oder so erzielte die Deutschland die zweitschlechteste Chartnotierung aller Gewinnerlieder; nur Auf Kiel (2008) platzierte sich noch schlechter. Außerdem hat die Single die schlechteste Chartplatzierung unter allen Titeln mit der höchsten Chartplatzierung aller BSC-Beiträge eines Jahres vorzuweisen.
- Erstmals (und bislang zum einzigen Mal, Stand: 2015) konnte sich kein Beitrag in den österreichischen Charts platzieren.
- Da sich (zum wiederholten Male) in den Schweizer Charts ebenfalls kein Beitrag platzieren konnte, markierte 2013 somit das erste und bislang einzige Jahr, in dem sich kein Beitrag jenseits der deutschen Single-Charts wiederfand.